# Katastrofa lotu Aviateca 901
Katastrofa lotu Aviateca 901 – katastrofa lotnicza, która wydarzyła się 9 sierpnia 1995 roku na wulkanie San Vicente w Salwadorze. Boeing 737 obsługujący lot 901 z Gwatemali do San Salwadoru uderzył w zbocze góry podczas podejścia do lądowania, zabijając wszystkie 65 osób znajdujących się na pokładzie.

## Samolot
Maszyną, która uległa katastrofie był niespełna 8-letni Boeing 737-2H6 należący do gwatemalskich linii lotniczych Aviateca (obecnie Avianca Guatemala) z numerami rejestracyjnymi N125GU.

## Przebieg wypadku
Samolot wystartował z Ciudad de Guatemala późnym wieczorem. Lot do San Salwadoru miał potrwać zaledwie pół godziny. Podczas tego lotu na pokładzie znajdowało się 58 pasażerów i 7 członków załogi. Samolot miał wylądować na pasie startowym nr 07. Podczas podejścia do lądowania, załoga napotkała na swojej drodze silne opady i burzę z piorunami. Piloci, jak i kontrolerzy lotów nie wiedzieli, gdzie znajdował się samolot. Boeing zbliżał się do lotniska, gdy na wysokości 5000 stóp rozbrzmiał alarm o zbyt małej wysokości. W mgle załoga nie mogła dostrzec zagrożenia i nie była do końca świadoma powagi sytuacji. Po chwili, przed oknami kabiny pilotów pojawiła się góra. Samolot z pełną mocą silników uderzył w zbocze wulkanu San Vicente na wysokości 1800 m, 24 km od San Salwadoru. Wszyscy obecni na pokładzie zginęli na miejscu.

## Badanie przyczyn
Rada Bezpieczeństwa Transportu Salwadoru (Dirección General De Transporte Aéreo) ustaliła, że głównymi przyczynami katastrofy lotu 901 były:
- złe warunki atmosferyczne, które utrudniały podejście,
- błąd załogi, która nieświadomie zeszła poniżej bezpiecznej wysokości zniżania,
- nikt nie wiedział, gdzie znajduje się samolot i że zmierza prosto w zbocze wulkanu,
- zlekceważenie przez kapitana obaw drugiego pilota